# تكامل خط
في الرياضيات، التكامل الخطي (بالإنجليزية: Line integral)‏ يدعى أحيانًا بـتكامل المسار أو تكامل المنحنى، هو تكامل يتم فيه حساب تكامل الدالة على منحنى. وينبغي عدم الخلط بين هذا التكامل وحساب طول قوس بالتكامل.
هناك العديد من التكاملات الخطية كما أن هناك حالة خاصة من التكامل على مسار مغلق في بعدين أو المستوى العقدي هي تكامل الكفاف.
يمكن أن تكون الدالة المكاملة حقل قياسي أو حقل متجهي. قيمة التكامل الخطي عبارة عن مجموع قيم المجال عند جميع النقاط على المنحنى، يتم توزينها بدالة قياسية معينة على المنحنى (طول القوس عادة، أو بالنسبة لمجال متجه، الضرب القياسي للمجال المتجه مع متجه تفاضلي في المنحنى). هذا التوزين يميز التكامل الخطي عن التكاملات البسيطة المعرفة على فترات. العديد من الصيغ البسيطة في الفيزياء، (على سبيل المثال لحساب الشغل الميكانيكي, {\displaystyle W=\mathbf {F} \cdot \mathbf {s} }) لها تماثليات طبيعية متصلة بدلالة التكاملات الخطية ({\displaystyle W=\int _{C}\mathbf {F} \cdot d\mathbf {s} }). يستطيع التكامل الخطي إيجاد الشغل الميكانيكي المبذول على جسم متحرك في مجال كهربي أو جاذبية مثلًا.

## تفاضل المتجه
يمكن تشبيه التكامل الخطي في تفاضل المتجه كمقياس للتأثير الكلي لمجال معطى على طول المنحنى.

### التكامل الخطي لمجال قياسي
يمكن تفسير التكامل الخطي على مجال قياسي بأنه المساحة تحت المجال المنحوتة بمنحنى معين. تخيل السطح المنشأ بـz = f(x,y) والمنحنى C في المستوى x-y. يكون التكامل الخطي لـf هو المساحة الناتجة من نقش هذه النقاط على السطح C مباشرة.

#### تعريف
إذا كان لدينا مجال قياسي f : U ⊆ Rn → R, يعرف التكامل الخطي على منحنى C ⊂ U is
على أنه
{\displaystyle \int _{C}f\,ds=\int _{a}^{b}f(\mathbf {r} (t))|\mathbf {r} '(t)|\,dt.}
حيث
r: [a, b] → C تقابل بارامتري للمنحنى C بحيث أن r(a) وr(b) يعطي النقاط الطرفية لـC.

#### الاشتقاق
باستخدام التعاريف السابقة لـf, C وصورتها البارامترية r(t) يمكن إنشاء التكامل من مجموع ريمان وذلك بتقسيم الفترة [a,b] إلى n فترة طولها Δt = (b − a)/n. وبجعل tiالنقطة الـi على [a,b], بالتالي r(ti) تعطينا موقع النقطة i على المنحنى. ونكون قد قربنا المنحنى C بمسار مضلع.
{\displaystyle I=\lim _{\Delta t\rightarrow 0}\sum _{i=1}^{n}f(\mathbf {r} (t_{i}))\Delta s_{i}}
وبما أن المسافة بين كل نقطتين متجاورتين هي:
{\displaystyle \Delta s_{i}=|\mathbf {r} (t_{i}+\Delta t)-\mathbf {r} (t_{i})|=|\mathbf {r} '(t_{i})|\Delta t}
وبتعويضها في مجموع ريمان
{\displaystyle I=\lim _{\Delta t\rightarrow 0}\sum _{i=1}^{n}f(\mathbf {r} (t_{i}))|\mathbf {r} '(t_{i})|\Delta t}
وهذا هو مجموع ريمان للتكامل
{\displaystyle I=\int _{a}^{b}f(\mathbf {r} (t))|\mathbf {r} '(t)|\,dt.}

### التكامل الخطي لمجال متجه

#### تعريف
بالنسبة لـ مجال متجه F : U ⊆ Rn → Rn, يعرف التكامل الخطي على منحنى C ⊂ U, في اتجاه r, كما يلي:
{\displaystyle \int _{C}\mathbf {F} (\mathbf {r} )\cdot \,d\mathbf {r} =\int _{a}^{b}\mathbf {F} (\mathbf {r} (t))\cdot \mathbf {r} '(t)\,dt.}
حيث · هو الضرب القياسي r: [a, b] → C صورة التقابل البارامترية للمنحنى C بحيث r(a) وr(b) تعطي النقاط ال C.
أي أن التكامل الخطي لمجال قياسي ما هو إلا تكامل خطي لمجال متجه تكون المتجهات فيه دائمًا مماسية على الخط.

#### الاشتقاق

المسار المنحنى لجسيم على منحنى داخل مجال متجه متجهات المجال في الأسفل المشاهدة من قبل الجسيم عندما تتحرك على طول المنحنى. إجمالي الضرب القياسي لهذه المتجهات مع مماس المتجه للمنحنى عند كل نقطة من المسار المنحني سينتج عنه التكامل الخطي.

بنفس الطريقة والتعاريف السابقة، ولكن بدلًا من حساب المسافات بين النقاط، سيتم احتساب إزاحات متجهاتها, Δsi. وبحساب F عند جميع النقاط كما سبق وبأخذ الضرب القياسي مع كل إزاحة نحصل على نصيب كل جزء من
F' على C. بي
{\displaystyle I=\lim _{\Delta t\rightarrow 0}\sum _{i=1}^{n}\mathbf {F} (\mathbf {r} (t_{i}))\cdot \Delta \mathbf {s} _{i}}
نلاحظ أن متجه الإزاحة بين كل نقطتين متتابعتين على المنحنى هو
{\displaystyle \Delta \mathbf {s} _{i}=\mathbf {r} (t_{i}+\Delta t)-\mathbf {r} (t_{i})=\mathbf {r} '(t_{i})\Delta t}
وبتعويض ذلك في مجموع ريمان نحصل على
{\displaystyle I=\lim _{\Delta t\rightarrow 0}\sum _{i=1}^{n}\mathbf {F} (\mathbf {r} (t_{i}))\cdot \mathbf {r} '(t_{i})\Delta t}
وهي كذلك مجموع ريمان للتكامل المعرف آنفًا.

### استقلالية المسار
إذا كان المجال F هو تدرج لمجال قياسي G, أي,
{\displaystyle \nabla G=\mathbf {F} ,}
فإن الاشتقاق للدالة المركبة من G و(r(t هو
{\displaystyle {\frac {dG(\mathbf {r} (t))}{dt}}=\nabla G(\mathbf {r} (t))\cdot \mathbf {r} '(t)=\mathbf {F} (\mathbf {r} (t))\cdot \mathbf {r} '(t)}
والذي يكون معامل التكامل للتكامل F على (r(t. وعليه إذا علم المسار C , فإن
{\displaystyle \int _{C}\mathbf {F} (\mathbf {r} )\cdot \,d\mathbf {r} =\int _{a}^{b}\mathbf {F} (\mathbf {r} (t))\cdot \mathbf {r} '(t)\,dt=\int _{a}^{b}{\frac {dG(\mathbf {r} (t))}{dt}}\,dt=G(\mathbf {r} (b))-G(\mathbf {r} (a)).}
وبتعبير آخر، تكامل F على C يعتمد فقط على قيم G في النقاط (r(b و(r(a وهو بالتالي فهو مستقل عن المسار بينها.

### التطبيقات
تطبيقات التكامل الخطي تشمل الشغل في المجالات الميكانيكية، الكهرومغناطيسية وميكانيكا الكم.

## التكامل الخطي المركب
افرض أن U زمرة مفتوحة لعدد مركب C, γ : [a, b] → U هي منحنى ممكن التوحيد وf : U → C هي دالة. فإن التكامل
{\displaystyle \int _{\gamma }f(z)\,dz}
يمكن تعريفه على الفتري [a, b] إلى a = t0 < t1 <... < tn = b وبالنظر في التعبير
{\displaystyle \sum _{1\leq k\leq n}f(\gamma (t_{k}))(\gamma (t_{k})-\gamma (t_{k-1})).}
يصبح التكامل نهاية هذا المجموع عندما تقترب أطوال التقسيمات من الصفر.
إذا كانت {\displaystyle \gamma } منحنى متصل قابل للتفاضل، يصبح التكامل الخطي
{\displaystyle \int _{\gamma }f(z)\,dz=\int _{a}^{b}f(\gamma (t))\,\gamma \,'(t)\,dt.}
عندما تكون {\displaystyle \gamma } منحنى مغلق فإن الصورة
{\displaystyle \oint _{\gamma }f(z)\,dz}
تستعمل غالبًا للتكامل الخطي لـ f على طول {\displaystyle \gamma }.

### مثال
لتكن الدالة f(z)=1/z, وC هي دائرة الوحدة حول 0, والتي يمكن تمثيلها بارامتريًّا بـ eit, علمًا أن t في الفترة [0, 2π]. بالتعويض نجد أن:
{\displaystyle \oint _{C}f(z)\,dz=\int _{0}^{2\pi }{1 \over e^{it}}ie^{it}\,dt=i\int _{0}^{2\pi }e^{-it}e^{it}\,dt}
{\displaystyle =i\int _{0}^{2\pi }\,dt=i(2\pi -0)=2\pi i}
حيث يمكننا استخدام حقيقة أن z يمكن كتابتها بالصورة reit حيث r هي القيمة المطلقة لـ z. هذا يثبت على 1 في دائرة الوحدة، ويكون المتغير الوحيد المتبقي هو الزاوية، والتي رمز إليها بـ t.
يمكن التحقق من هذه الإجابة من صيغة تكامل كوشي.

## ميكانيكا الكم
إن تشكيل تكامل المسار في ميكانيكا الكم في الواقع لا يشير مباشرة إلى هذا النوع من التكاملات ولكن يشير إلى التكاملات على فضاء من المسارات، لدالة لها مسار ممكن. مع ذلك تبقى هذه التكاملات ذات أهمية في نظرية الاحتمالات والسعات.